# Nash Special Eight
Der Nash Special Eight war eine Baureihe von Achtzylinder-PKWs der Nash Motors Company in Kenosha. Sie ersetzte den 980 und wurde von 1932 bis 1933 gefertigt.
Der am 1. März 1932 eingeführte Special Eight, Modell 1080, hatte ein Fahrgestell mit 3.251 mm Radstand. Er besaß einen obengesteuerten Achtzylinder-Reihenmotor mit 4.274 cm³ Hubraum (Bohrung × Hub = 79,4 mm × 108 mm), der 100 bhp (74 kW) bei 3.400/min abgab. Die Antriebs- und Bremsenkomponenten (Einscheiben-Trockenkupplung, 3-Gang-Getriebe mit Mittelschaltung, Hinterradantrieb, mechanische Bremsen an allen vier Rädern) stammten vom Vorjahresmodell. Es gab verschiedenste offene und geschlossene Aufbauten mit 2 bis 5 Sitzplätzen.
1933 bekam der Special Eight, Modell 1170, Fahrgestell, Motor und Erscheinungsbild des Modells Standard Eight aus dem Vorjahr und stieg somit – wie der größere Advanced Eight – eine Klasse ab, um sich deutlicher von den größeren Modellen zu unterscheiden. Der Radstand betrug nur noch 3.073 mm, der nun seitengesteuerte Motor hatte 4.054 cm³ Hubraum (Bohrung × Hub = 76,2 mm × 111,1 mm) und leistete 85 bhp (62,5 kW) bei 3.200/min.
1934 entfielen die kleinen Achtzylindermodelle, wie Special Eight, ersatzlos. 